# Galium quichense
Galium quichense är en måreväxtart som beskrevs av Lauramay Tinsley Dempster. Galium quichense ingår i släktet måror, och familjen måreväxter.
Artens utbredningsområde är Guatemala. Inga underarter finns listade i Catalogue of Life.